# Cristina Cosentino
Cristina Cosentino, född den 22 december 1997, är en argentinsk landhockeyspelare.

## Karriär
Cosentino ingick i det argentinska lag som tog brons i landhockey vid OS 2024.